# FFC Vorderland

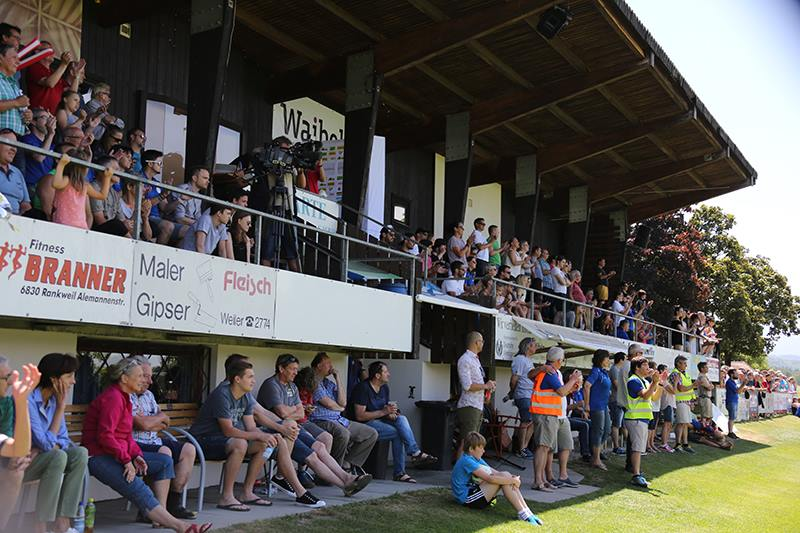
Zuschauer beim Relegationsspiel vor dem Aufstieg in die 1. Bundesliga

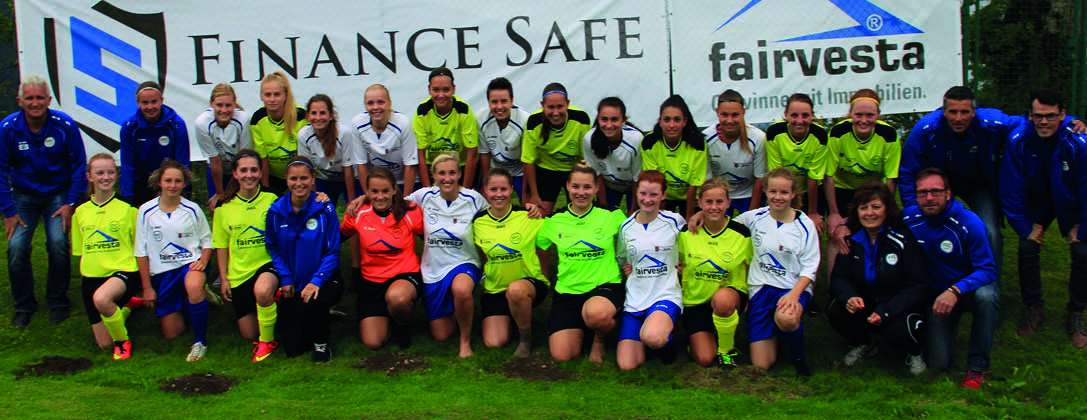
Kampfmannschaft, 1b und 1c beim Benefizspiel in Fraxern

Der Frauenfußballclub Vorderland (FFC Vorderland, früher FFC fairvesta Vorderland) ist ein österreichischer Frauenfußball-Verein mit Spielstätten in Altach und Röthis (Vorarlberg). Die Kampfmannschaft spielt in der ÖFB-Frauen-Bundesliga, das zweite Team (in Kooperation mit der AKA Vorarlberg) in der ÖFB-Future-League und das 1c-Team spielt in der Frauen-Vorarlbergliga. Ab der Saison 2020/21 spielte der FFC Vorderland drei Jahre in einer Spielgemeinschaft mit dem SCR Altach. Seit der Saison 2024/25 ist die Bundesligamannschaft komplett in den SCR Altach eingegliedert.

## Geschichte
Der einzige reine Frauenfußballclub Vorarlbergs hat seine Wurzeln im ehemaligen Damenteam des FC Sulz. 2012 trennte sich die Damenabteilung vom Männerclub und gründete am 28. März 2012 – noch während der laufenden Spielsaison – im Sulner Löwensaal den neuen Verein. Gründungsobmann war Reinhard Niederländer. Von Beginn an mit dabei war Otmar Knoll als Hauptsponsor und Namensgeber (Fa. „Fairvesta“ in Tübingen). Versuche, einen überregionalen Frauenverein zu installieren, scheiterten leider im Vorfeld.
Das Team des neu gegründeten Vereins schaffte bereits in der Saison 2012/13 souverän den Meistertitel in der Frauen-Vorarlbergliga und damit den Aufstieg in die 2. Bundesliga Mitte/West. In der Debütsaison 2013/14 erreichte das Vorderländer Damenteam den ausgezeichneten 6. Rang und steckte sich weitere ambitionierte Ziele. In den nachfolgenden zwei Spielzeiten erreichte der FFC jeweils den 3. Endrang.
Der FFC fairvesta Vorderland wuchs auch was die Zahl der Teams betrifft, sodass die Infrastruktur in Sulz nicht mehr ausreichte. Die Vorderländerinnen fanden eine neue Heimstätte in der Nachbargemeinde beim SC Röthis, wo sie herzlich aufgenommen wurden.
Fünf Jahre nach der Vereinsgründung gewann der FFC fairvesta Vorderland den VFV-Frauen-Cup und den Meistertitel in der 2. Bundesliga Mite/West. Die notwendigen Relegationsspiele um den Bundesliga-Aufstieg gegen den ASK Erlaa waren spannende Angelegenheiten. Im packenden Rückspiel vor über 600 Zuschauern in Röthis erzielte Ysaura Viso den entscheidenden Siegtreffer. Trainer der Aufstiegsheldinnen waren Bernhard Summer und Harald Hatzer.
Somit konnte die ambitionierte Zielsetzung bei der Gründungsversammlung (Aufstieg in die Frauen-Bundesliga) bereits nach fünf Jahren umgesetzt werden. Nach 17 Jahren war wieder ein Vorarlberger Team in der Bundesliga. Dort schaffte es der FFC Vorderland, sich zu etablieren. Nach einem 8. Platz und einem 7. Schlussrang gelang in der Saison 2020/21 die beste Platzierung mit einem 5. Endrang. Trainerin war im Frühjahr 2021 Jessica Thies (geb. Raffl), die seit den Anfängen beim FFC spielte und die erste Frau in Vorarlberg ist, die das UEFA A-Diplom hat.
Seit bereits 2013 spielte ein 1b-Team in der Frauen-Vorarlbergliga mit. Jahrelang im Spitzenfeld dabei, gelang 2018 der Aufstieg in die 2. Bundesliga Mitte/West (mit 14 Punkten Vorsprung). Im Jahr darauf führte der ÖFB die Future-League anstelle der 1b-Teams ein. Auch dort etablierten sich die FFC-Damen im Mittelfeld. Im Sommer 2020 wurde ein Pilotprojekt mit dem VFV eingegangen, dessen junge Damen nun in der Future-League spielen. Trainer ist Daniel Zangerl.
Im Sommer 2015 meldete der FFC Vorderland ein drittes Frauenteam an. Dieses 1c-Team „entstand“ vorwiegend aus der sehr erfolgreichen U16-Mannschaft. In der Frauen-Landesliga wurden beinahe alle Spiele gewonnen. Nachdem das 1b aufgestiegen war, durfte auch das 1c-Team in die Vorarlbergliga aufsteigen. Nachdem es personell etwas eng wurde, bilden seit dem Sommer 2021 Spielerinnen vom 1b und 1c nun das „neue 1c“, welches sehr ambitioniert in der Vorarlbergliga spielt.
Der FFC Vorderland (Bundesliga Frauen) und der SCR Altach (Bundesliga Männer) kamen schon 2020 überein zusammenzuarbeiten. Altach mit der tollen Infrastruktur und dem Knowhow aus dem Profifußball und Vorderland mit der Kompetenz im Frauenfußball wurde als gute Mischung angesehen, dem Frauenfußball in Vorarlberg einen weiteren Kick zu geben. Die „SPG SCR Altach / FFC Vorderland“ spielt nun seit dem Sommer 2021 in der Bundesliga und trägt die Heimspiele in der Cashpoint-Arena aus.

## Kader Saison 2024/25
Stand: 17. Oktober 2024
| 01 | Sarah-Lisa Dübel | Deutschland |
| 21 | Zoë Steenhuis    | Niederlande |
| 77 | Janine Koretic   | Osterreich  |

| 03 | Sabrina Horvat-Calò   | Osterreich |
| 04 | Rikke Fleischer       | Norwegen   |
| 18 | Lisa Maria Metzler    | Osterreich |
| 22 | Francesca Horvat-Calò | Schweiz    |

| 06 | Emilia Purtscher | Osterreich  |
| 08 | Maja Keckeis     | Osterreich  |
| 11 | Sarah Schneider  | Osterreich  |
| 14 | Rieke Tietz      | Deutschland |
| 16 | Hanna Sutter     | Osterreich  |
| 19 | Julia Kofler     | Osterreich  |
| 23 | Selina Albrecht  | Osterreich  |
| 37 | Anna Bereuter    | Osterreich  |

| 07 | Brigitta Pulins    | Ungarn Kanada                    |
| 09 | Selma Pajazetović  | Bosnien und Herzegowina Kroatien |
| 10 | Maria Olsen        | Danemark                         |
| 13 | Mia Bertsch        | Osterreich                       |
| 17 | Jassie Vasconcelos | Portugal Brasilien               |
| 20 | Vera Ellgass       | Deutschland                      |
| 24 | Isabella Jaron     | Deutschland                      |
| 33 | Leonie Schmidle    | Osterreich                       |

## Erfolge
Kampfmannschaft:
- Meister Landesliga 2011/2012
- Meister Vorarlbergliga 2012/2013[5]
- Sieger Frauen-Hallenmaster 2014[6]
- Sieger des 1. Olina Kleinfeldturniers des FC Nenzing 2015
- Sieger Beerli Hallenmasters 2015 in Koblach[7]
- Als erster Frauenfußballclub in Vorarlberg zieht der FFC in das ÖFB Cup Halbfinale ein[8]
- Sieger des VFV Toto Cups 2017[9]
- Meister der 2. Bundesliga Mitte/West[10]
- Als erstes Vorarlberger Team seit 17 Jahren spielte der FFC fairvesta Vorderland in der Saison 2017/18 in der höchsten Frauenfußballliga Österreichs.

II. Mannschaft:
- Meister Landesliga 2012/2013
- Sieger Benefiz Beach Soccer Cup im Bregenzer Freibad 2015

III. Mannschaft (ehem. U16)
- Meister U17 Mädchenliga 2012/2013
- Sieger beim 8. Bodensee-Cup in Lindau 2013
- Meister U16 Mädchenliga 2013/2014[11]
- Meister U16 Mädchenliga 2014/2015
- Meister Landesliga 2015/2016
- Sieger internationales U16 Turnier in Mäder[12]

Weitere:
- Verena Müller wurde 2011 in die U17-Nationalmannschaft einberufen[13]
- Sarah Traxl, Torfrau des FFC fairvesta Vorderland, wurde bei VFV Gala zu Vorarlbergs Fußballerin des Jahres 2014 gewählt.[14]
- Verena Müller, Spielerin des FFC fairvesta Vorderland wurde bei der VFV Gala zu Vorarlbergs Fußballerin des Jahres 2015 gewählt.[15]
- Ysaura Viso erobert die Torschützenkrone der 2. Bundesliga Mitte/West 2016/17
- Verena Müller erringt als erste Vorarlberger Spielerin die Torschützenkrone des ÖFB Cups[16]